# Hexorthodes euxoiformis
Hexorthodes euxoiformis är en fjärilsart som beskrevs av Barnes och Mcdunnough 1913. Hexorthodes euxoiformis ingår i släktet Hexorthodes och familjen nattflyn. Inga underarter finns listade i Catalogue of Life.